# BRITA-Arena
La BRITA-Arena es un estadio de fútbol en Wiesbaden, Alemania. Es sede del club SV Wehen Wiesbaden de la 3.Bundesliga. 
El estadio es nombrado así debido a su patrocinador principal Brita, una compañía alemana especializada filtros de agua, y reemplazó el Stadion am Halberg Taunusstein como estadio del SV Wehen. El estadio tiene una capacidad total de 12,566 asistentes.
The BRITA-Arena se inauguró en 11 de octubre de 2007 con un partido amistoso en el cual el Borussia Dortmund como visitante venció 2-1 al SV Wehen. El primer partido oficial del estadio fue el 21 de octubre de 2007 cuando el SV Wehen y 1. FSV Maguncia 05 se enfrentaron, con una victoria del Maguncia por 3-1.